# Astronautas
Pour plus de détails, voir Fiche technique et Distribution.
Astronautas est un film espagnol réalisé par Santi Amodeo, sorti en 2003.

## Synopsis
Daniel, misanthrope et solitaire, essaie de décrocher de l'héroïne. Il rencontre Laura, une adolescente de quinze ans qui va changer le cours de sa vie.

## Fiche technique
- Titre : Astronautas
- Réalisation : Santi Amodeo
- Scénario : Santi Amodeo
- Musique : Santi Amodeo et Enrique De Justo (sous leur nom d'écriture Lavadora)
- Photographie : Alex Catalán
- Montage : José M. G. Moyano
- Production : José Antonio Félez
- Société de production : La Zanfoña Producciones et Tesela Producciones Cinematográficas
- Pays :  Espagne
- Genre : Comédie dramatique
- Durée : 86 minutes
- Dates de sortie : 
  -  Espagne : 27 octobre 2003 (festival international du film de Valladolid), 5 mars 2004

## Distribution
- Nancho Novo : Daniel
- Teresa Hurtado de Ory : Laura
- Juan Motilla : le pasteur Juan Manuel
- Alex O'Dogherty : Torta
- Jons Pappila : Indie
- Manolo Solo : Lorenzo
- Enrico Vecchi : Italiano
- Julián Villagrán : Andrés
- Isaías Cara : le pasteur Nemesio
- Elena Bagutta : Silvia

## Distinctions
Le film a été nommé pour deux prix Goya.